# مد ریور (کالیفرنیا)
مد ریور (به انگلیسی: Mad River) یک منطقهٔ مسکونی در ایالات متحده آمریکا است که در شهرستان ترینیتی، کالیفرنیا واقع شده‌است. مد ریور ۸۹٫۷۵۰ کیلومتر مربع مساحت و ۴۲۰ نفر جمعیت دارد و ۷۵۷٫۱۳ متر بالاتر از سطح دریا واقع شده‌است.